# Мамадасса Сілла
Мамадасса Сілла (фр. Mamadassa Sylla; нар. 15 червня 1993) — французький борець греко-римського стилю, бронзовий призер чемпіонату світу серед військовослужбовців, учасник чемпіонатів Європи, світу та Олімпійських ігор.

## Життєпис
Спортом почав займатися з 15 років. Виступає за борцівський клуб «Bagnolet Lutte 93». Працює учителем плавання в Сені-Сен-Дені, Іль-де-Франс.

## Спортивні результати на міжнародних змаганнях

### Виступи на Олімпіадах
| Змагання                    | Збірна  | Вагова категорія                 | Місце |
| --------------------------- | ------- | -------------------------------- | ----- |
| Літні Олімпійські ігри 2024 | Франція | греко-римська боротьба, до 67 кг | 8     |

### Виступи на Чемпіонатах світу
| Змагання                        | Збірна  | Вагова категорія                 | Місце |
| ------------------------------- | ------- | -------------------------------- | ----- |
| Чемпіонат світу з боротьби 2018 | Франція | греко-римська боротьба, до 67 кг | 5     |
| Чемпіонат світу з боротьби 2021 | Франція | греко-римська боротьба, до 67 кг | 17    |
| Чемпіонат світу з боротьби 2022 | Франція | греко-римська боротьба, до 67 кг | 12    |
| Чемпіонат світу з боротьби 2023 | Франція | греко-римська боротьба, до 67 кг | 9     |

### Виступи на Чемпіонатах Європи
| Змагання                         | Збірна  | Вагова категорія                 | Місце |
| -------------------------------- | ------- | -------------------------------- | ----- |
| Чемпіонат Європи з боротьби 2019 | Франція | греко-римська боротьба, до 72 кг | 13    |
| Чемпіонат Європи з боротьби 2024 | Франція | греко-римська боротьба, до 72 кг | 5     |

### Виступи на Чемпіонатах світу серед військовослужбовців
| Змагання                                                  | Збірна  | Вагова категорія                 | Місце  |
| --------------------------------------------------------- | ------- | -------------------------------- | ------ |
| Чемпіонат світу з боротьби серед військовослужбовців 2018 | Франція | греко-римська боротьба, до 67 кг | Бронза |

### Виступи на Всесвітні іграх військовослужбовців
| Змагання                                | Збірна  | Вагова категорія                 | Місце |
| --------------------------------------- | ------- | -------------------------------- | ----- |
| Всесвітні ігри військовослужбовців 2019 | Франція | греко-римська боротьба, до 67 кг | 12    |

### Виступи на Чемпіонатах світу серед студентів
| Змагання                                        | Збірна  | Вагова категорія                 | Місце |
| ----------------------------------------------- | ------- | -------------------------------- | ----- |
| Чемпіонат світу з боротьби серед студентів 2016 | Франція | греко-римська боротьба, до 66 кг | 5     |

### Виступи на інших змаганнях
| Змагання                                                       | Збірна  | Вагова категорія                 | Місце  |
| -------------------------------------------------------------- | ------- | -------------------------------- | ------ |
| Гран-прі Парижа з боротьби 2016                                | Франція | греко-римська боротьба, до 66 кг | 12     |
| Гран-прі Парижа з боротьби 2016                                | Франція | греко-римська боротьба, до 71 кг | 5      |
| Кубок Вантаа з боротьби 2016                                   | Франція | греко-римська боротьба, до 66 кг | 11     |
| Кубок Арво Хаавісто 2016                                       | Франція | греко-римська боротьба, до 66 кг | Бронза |
| Гран-прі Парижа з боротьби 2017                                | Франція | греко-римська боротьба, до 66 кг | 8      |
| Кубок Арво Хаавісто 2017                                       | Франція | греко-римська боротьба, до 66 кг | Бронза |
| Гран-прі Загреба з боротьби 2018                               | Франція | греко-римська боротьба, до 67 кг | Срібло |
| Київський Міжнародний турнір з боротьби 2018                   | Франція | греко-римська боротьба, до 67 кг | Срібло |
| Турнір Дана Колова — Николи Петрова 2018                       | Франція | греко-римська боротьба, до 67 кг | 20     |
| Гран-прі Німеччини з боротьби 2018                             | Франція | греко-римська боротьба, до 67 кг | 15     |
| Меморіал Олега Караваєва 2018                                  | Франція | греко-римська боротьба, до 67 кг | Бронза |
| Henri Deglane Challenge 2019                                   | Франція | греко-римська боротьба, до 67 кг | Срібло |
| Cerro Pelado International 2019                                | Франція | греко-римська боротьба, до 67 кг | Бронза |
| Турнір міста Сассарі з боротьби 2019                           | Франція | греко-римська боротьба, до 67 кг | 5      |
| Турнір Г. Картозія і В. Балавадзе 2019                         | Франція | греко-римська боротьба, до 67 кг | 10     |
| Кубок Хапаранди з боротьби 2019                                | Франція | греко-римська боротьба, до 67 кг | Золото |
| Гран-прі Франції Анрі Деглана 2021                             | Франція | греко-римська боротьба, до 67 кг | Золото |
| Олімпійський кваліфікаційний турнір з боротьби 2020 (Будапешт) | Франція | греко-римська боротьба, до 67 кг | 9      |
| Олімпійський кваліфікаційний турнір з боротьби 2020 (Софія)    | Франція | греко-римська боротьба, до 67 кг | Бронза |
| Меморіал Іона Корнеану і Ладислава Сімона 2021                 | Франція | греко-римська боротьба, до 67 кг | Срібло |
| Меморіал Маттео Пелліконе 2022                                 | Франція | греко-римська боротьба, до 72 кг | 8      |
| Гран-прі Німеччини з боротьби 2022                             | Франція | греко-римська боротьба, до 67 кг | Золото |
| Кубок Друскінінкая 2022                                        | Франція | греко-римська боротьба, до 67 кг | Золото |
| Гран-прі Франції Анрі Деглана 2023                             | Франція | греко-римська боротьба, до 67 кг | 7      |
| Відкритий чемпіонат Загреба з боротьби 2023                    | Франція | греко-римська боротьба, до 67 кг | 14     |
| Гран-прі Німеччини з боротьби 2023                             | Франція | греко-римська боротьба, до 67 кг | 9      |
| Відкритий чемпіонат Загреба з боротьби 2024                    | Франція | греко-римська боротьба, до 67 кг | 21     |
| Турнір Дана Колова — Николи Петрова 2024                       | Франція | греко-римська боротьба, до 67 кг | Золото |
| Олімпійський кваліфікаційний турнір з боротьби 2024 (Баку)     | Франція | греко-римська боротьба, до 67 кг | Золото |
| Меморіал Імре Поляка та Яноша Варги 2024                       | Франція | греко-римська боротьба, до 67 кг | 7      |

### Виступи на змаганнях молодших вікових груп
| Змагання                                       | Збірна  | Вагова категорія                 | Місце |
| ---------------------------------------------- | ------- | -------------------------------- | ----- |
| Відкритий чемпіонат Австрії серед юніорів 2013 | Франція | греко-римська боротьба, до 60 кг | 9     |